# Nehemiah Kish
Nehemiah Kish (Detroit, circa 1980) è un ex ballerino statunitense.
È stato primo ballerino con il Royal Ballet a Londra.

## Biografia
Kish è nato a Detroit. Ha iniziato a studiare ginnastica e danza jazz, prima di passare al balletto.
È entrato a far parte della National Ballet of Canada School all'età di 13 anni e si è diplomato nel 2001, ed è entrato a far parte della compagnia del National Ballet of Canada, dove nel 2005 è stato promosso Primo ballerino.
Nel 2008 Nehemiah è entrato a far parte del Royal Danish Ballet come Primo ballerino.
Nel 2010 è entrato a far parte del Royal Ballet, anche con esso come Primo ballerino. Si è ritirato nel 2019.

## Repertorio
Ruoli
Albrecht, Romeo, Vershinin (Winter Dreams), Prince (Cinderella, Swan Lake, The Nutcracker, The Sleeping Beauty and The Prince of the Pagodas), Des Grieux (Manon), Richard P. Arnold (Enigma Variations), Jack/Knave (Alice’s Adventures in Wonderland), Onegin, Solor (La Bayadère), Espada (Don Quixote), Creature (Frankenstein) and roles in Monotones II, ‘Still Life’ at the Penguin Café, Theme and Variations, Voluntaries, Les Patineurs, DGV: Danse à grande vitesse, Gloria and Song of the Earth.
Ruoli creati
‘Trespass’ (Metamorphosis: Titian 2012) and Aeternum.

## Vita privata
È sposato con la Prima solista del Royal Ballet Yuhui Choe.